# Protuberum
Protuberum — вимерлий рід траверсодонтидних цинодонтів, відомий з одного виду Protuberum cabralense із середнього тріасу Бразилії.
Як і всі роди Traversodontidae, Protuberum був травоїдною твариною зі спеціалізованою дією подрібнення під час годування. Два відомі зразки були зібрані через кілька років окремо від відкладень Alemoa члена формації Santa Maria в геопарку Палеоррота, Ріо-Гранді-ду-Сул, Бразилія. Перший зразок був зібраний у 1977 році і складається з кількох ребер і хребців. Другий зразок, зібраний у 1989 році, складається з частково зчленованого скелета та черепа.  Обидва екземпляри зібрав отець Даніель Каргнін. Назва роду пов’язана з великою кількістю виступів на ребрах і клубових кістках, тоді як назва виду — на честь муніципалітету Ново-Кабре, де було зібрано типовий зразок.